# 光明街道 (北京市)
光明街道是中国北京市顺义区下辖的一个街道，位于顺义城区东部。管辖地域范围东至潮白河，西至通顺路，南至顺平路，北至城北减河。顺义区人大常委会、区政协、司法局、武装部等均设在光明街道辖区内。

## 行政区划
光明街道共辖以下社区：
滨河小区第一社区、裕龙花园社区、双拥社区、裕龙六区社区、裕龙五区社区、裕龙四区社区、东兴第一社区、东兴第二社区、东兴第三社区、双兴东区社区、幸福东区社区、裕龙三区社区、滨河小区第二社区、金汉绿港社区、绿港家园社区、裕龙北区社区、东兴第四社区和金港家园社区。